# Белорусские немцы
Белору́сские не́мцы (нем. Belarusdeutsche, Weißrusslanddeutsche) — этнические немцы, а также граждане немецких государств (в том числе Ливонского и Тевтонского орденов), которые проживали на территории Белоруссии или государств-предшественников: Полоцкого княжества, Великого княжества Литовского, Речи Посполитой и др. Согласно переписи 2009 года, в Беларуси проживает 2474 немца, что составляет 0,03 % от общей численности населения страны. Это тринадцатое по количеству этническое меньшинство в стране.
Немецкое этническое и культурное присутствие на землях сегодняшней Белоруссии начало формироваться еще во времена Полоцкого княжества отчасти в виде процессов культурного взаимообмена, что делает немцев одним из древнейших меньшинств на территории Белоруссии.

## История

### Появление немцев на территории Белоруссии
Первые упоминания о немцах на Руси относятся к IX веку. К концу XII века в городах Полоцкого, Туровского, Гродненского и других княжеств уже осели многие немецкие купцы, ремесленники, воины, врачи и ученые. Важную роль играли немецкие священники, так именно немцы одними из первых принесли католицизм на территории современной Белоруссии. Так, на западе Белоруссии в конце X — начале XI веков христианство распространял немец Бруно Кверфурцкий, в то же время около 1010—1013 лет в Туров прибыла миссия колобжегского епископа Рейнберна, приглашенного местным князем Святополком (Рейнберн распространял католичество на всей территории Туровского княжества, среди новоокрещенных был и сам туровский князь Святополк). К тому же местные князья постепенно завязывают с немцами и родственные отношения; так, на немках женится ряд князей, например полоцкий князь Изяслав Мстиславич был женат на Агнесе, дочери Конрада III Гогенштауфена, а туровский князь Ярополк Изяславич имел брак с Кунигундой фон Орламюнде.